# Roy Kennedy, Baron Kennedy of Southwark

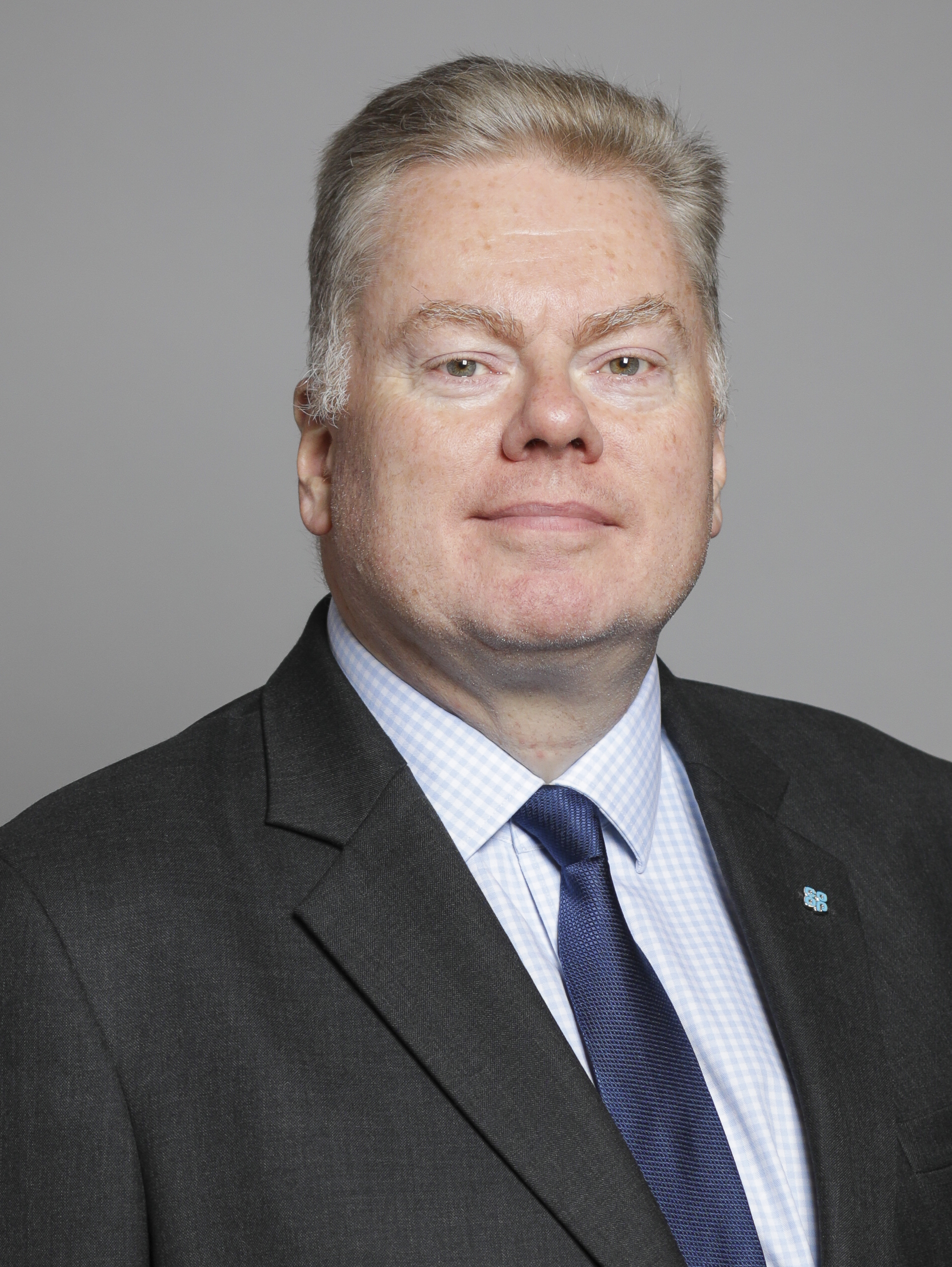
Roy Kennedy, Baron Kennedy of Southwark

Roy Kennedy, Baron Kennedy of Southwark (* 9. November 1962) ist ein britischer Labour-Politiker und Life Peer. 1990 wurde er hauptberuflicher Parteifunktionär. Ab 1991 war er Party organizer  in Coventry. Er wirkte an der Niederlage des militanten trotzkistischen Parlamentsabgeordneten Dave Nellist mit, der bei den  Britischen Unterhauswahlen 1992  abgewählt wurde. 1994 zog er in die East Midlands und war dort von 1997 bis 2005  Regionaldirektor. Ende 2005 wurde er Direktor für Finanzen und Compliance der Partei. Er war auch Ratsherr im Londoner Stadtbezirk Southwark. 2007 wurde er dort zum Alderman ehrenhalber ernannt.
Am 21. Juni 2010 wurde er als Baron Kennedy of Southwark, of Newington in the London Borough of Southwark, zum Life Peer erhoben. Seine Antrittsrede im House of Lords hielt er am 21. Juli 2010.
Am 30. September beendete er nach über 20 Jahren seine Arbeit für die Partei. Am nächsten Tag, dem 1. Oktober 2010, wurde er zum Electoral Commissioner der Partei ernannt.
Seine Frau Alicia Kennedy war bis 2011 stellvertretende Generalsekretärin der Labour Party. 2013 wurde auch sie zum Life Peer ernannt.